# Callygris

Callygris

Callygris é um gênero de mariposas da família Geometridae.